# دوینگن
دوینگن (به آلمانی: Duingen) یک منطقهٔ مسکونی در آلمان است که در Duingen واقع شده‌است. دوینگن ۵٬۰۰۷ نفر جمعیت دارد.